# معركة بورنوس الأولى
شهدت معركة بورنوس الأولى في 5 نوفمبر 1811، مهاجمة قوة إسبانية بقيادة فرانسيسكو باليستيروس رتلاً عسكرياً للجيش الإمبراطوري الفرنسي بقيادة جان بابتيست بيير دي سيمي. كانت هذه المعركة جزءاً من عملية أكبر حاول فيها الفرنسيون الإيقاع بباليستيروس لكنهم فشلوا. والأسوأ من ذلك، أن الجنرال الإسباني هاجم أحد الأرتال العسكرية الفرنسية. وعلى الرغم من استطاعة الفرنسيون النجاة من كارثة محققة عندما قاتلوا لأجل الانسحاب، فإن إحدى الكتائب الإسبانية الموالية لفرنسا قد استسلمت أو بدلت حليفها. دارت المعركة في مدينة بورنوس الواقعة على بعد حوالي 40 ميلاً شمال شرق خيريز دي لا فرونتيرا على الطريق 342. وقد جرت المعركة ضمن حرب الاستقلال الإسبانية، التي بدورها جزء من الحروب النابليونية.

## خلفية تاريخية
في خريف عام 1811، نقلت البحرية البريطانية فرانسيسكو باليستيروس مع جيش صغير إلى الجزيرة الخضراء. توغلت القوة الإسبانية داخل البلاد وشنت غارة تلو الأخرى. مما أثار حنق المارشال نيكولاس سول، القائد الفرنسي في منطقة الأندلس، من تكرار غارات باليستيروس على منطقته وعقد عزمه على الإمساك بالجنرال الإسباني الماهر.

## المعركة
جهز سول ثلاثة أرتال عسكرية، للإيقاع بباليستروس، تحت قيادة الجنرال نيكولا غودنو، جنرال الفرقة بيير باروا واللواء جان بابتيست بيير دي سيمي. وفي يوليو 1811، قاد غودنو الفرقة الثانية من الفيلق الأول، بقوة قوامها 8133 رجل مقسمون إلى 13 كتيبة. كان غودنو قد انطلق من إشبيلية بينما تخلى بارويس وسيميلي عن حصار كاديز. اكتشف باليستروس القوات الفرنسية المجتمعة وسارع باللجوء جنوباً إلى جبل طارق. وفي 14 أكتوبر، كان 10,000 جندي فرنسي قد وصلوا إلى مشارف جبل طارق. ولكن بسبب نقص الإمدادات لضرب حصار حوله، انسحب الفرنسيون في اليوم التالي.
حاول غودنو متابعة سيره إلى طريفة، لكن السفن الحربية البريطانية قصفت قواته أثناء سيرها على الطريق الساحلي. فتخلي عن هذه المحاولة، وارتد إلى إشبيلية. حيث انتحر لاحقاً، بعدما ألقى عليه باللوم في فشل العملية. وفي 5 نوفمبر، اتجه باليستيروس إلى بورنوس حيث فاجأ سيمي، الذي قاد 1500 من رجال المشاة الخفيفة من الفوج السادسة عشر وكتيبة «خورامينتادوس» الإسبانية الموالية لفرنسا. شق سيمي والفوج السادس عشر طريقهما للخروج من الكمين، لكن الكتيبة الإسبانية «خورامينتادوس» إما استسلمت أو انشقت بشكل جماعي أثناء القتال. بينما تكبد الفوج السادس عشر خسارة 100 رجل في القتال. وبما إن سيمي كان يقود 2,300 رجل، بينهم 1,500 فرنسي، فمن المفترض أن خسارة كتيبة «خورامينتادوس» وصلت إلى فقدان 800 رجل. ولأن باليستيروس كان يقود قوات مؤلفة من جنود نظاميين وغير نظاميين، لم يكن بالوسع تقدير حجم القوة الإسبانية أو خسارتها.

## معركة بورنوس الثانية
وقعت معركة بورنوس الثانية في 31 مايو 1812، عندما فاجأ باليستيروس قوات نيكولا فرانسوا كونرو المتمركزة في المدينة. حيث استطاع الفرنسيون المتفوقون عددياً بصد الهجوم على نحو فعال وكبدوا القوات الإسبانية خسائر جسيمة.